# Ганди, Раджив
Раджи́в Ра́тна Га́нди (хинди राजीव गाँधी, IAST: Rājīv Gāndhī, 20 августа 1944, Бомбей, Британская Индия — 21 мая 1991, Шриперумбудур, Тамилнад, Индия) — индийский политический деятель, премьер-министр Индии в 1984—1989 годах.

## Биография

### Молодость

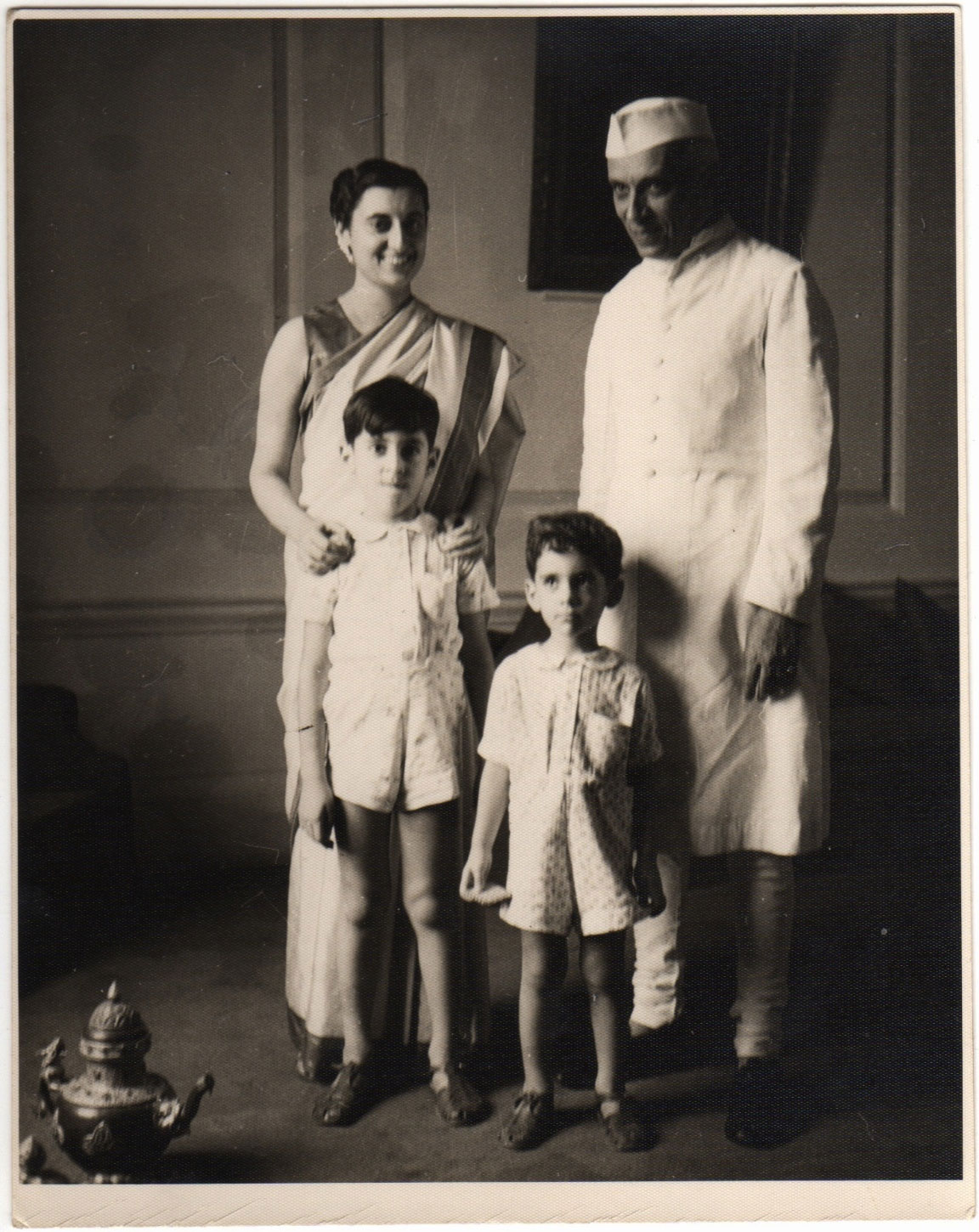
Раджив (слева) с матерью Индирой Ганди, дедом Джавахарлалом Неру и младшим братом Санджаем. Конец 1940-х годов

Родился 20 августа 1944 года в семье Индиры Ганди и Фероза Ганди. Раджив воспитывался в доме своего деда Джавахарлала Неру. Учился в элитарной школе в Индии, затем в Лондонском университете и в Тринити-колледже при Кембриджском университете. Летом 1965 года Раджив познакомился с Соней Майно из Италии. Соня изучала английский язык, а Раджив обучался по специальности «инженер-механик». В январе 1968 года Раджив и Соня поженились в Дели. В июне 1970 года у них родился сын Рахул, а в январе 1972 года — дочь Приянка.
По возвращении в Индию в 1968—1980 годах работал пилотом, затем командиром экипажа в компании «Indian Airways».

### Политическая деятельность
Раджив не стремился вмешиваться в политику, и был привлечён матерью к деятельности довольно поздно, после неожиданной смерти политически ангажированного младшего брата Санджая: с 1980 года назначен руководителем молодёжного крыла возглавляемой Индирой партии Индийский национальный конгресс — ИНК. Летом 1981 года Раджив выдвинул свою кандидатуру в Лок сабху (парламент Индии), заполнив соответствующие документы в суде города Султанпура, центра избирательного округа Аметхи, в котором дважды баллотировался Санджай Ганди. Позже Раджив был избран в парламент. В 1983 году назначен генеральным секретарём партии и фактически преемником матери.
31 октября 1984 года Индира Ганди была убита собственными телохранителями. Вечером этого же дня 40-летний Раджив Ганди был избран премьер-министром Индии. Несколько часов спустя после приземления в аэропорту Дели Раджив произносил вслед за президентом слова присяги:
Я, Раджив Ганди, торжественно подтверждаю, что буду неукоснительно следовать и хранить верность конституции Индии, как этого требует закон; что буду защищать суверенитет и целостность Индии; что буду честно исполнять свои обязанности премьер-министра Союза и что буду воздавать должное всем гражданам в соответствии с конституцией и законом, без страха или пристрастия, предвзятости или предубеждения».
Позже Ганди был избран председателем правящей партии ИНК, и одновременно стал министром иностранных дел (до 1988 года). Раджив вынужден был прибегнуть к помощи армии, чтобы восстановить порядок. На назначенных всеобщих выборах в декабре 1984 — январе 1985 года Индийский национальный конгресс одержал победу, получив 80 % мест в нижней палате. Уже на первой сессии нового парламента в целях положить конец коррупции в правительственных органах и продажности в политике было начато обсуждение законопроекта, запрещающего переход из одной политической партии в другую по конъюнктурным соображениям. Были предприняты попытки создать эффективно функционирующий управленческий аппарат, в частности была издана директива, запрещающая партийным функционерам вмешиваться в дела администрации.
В образованном им 8 января 1985 года новом правительстве ни один из прежних министров не сохранил свой прежний пост. Сам он одновременно занял посты премьер-министра, министра иностранных дел, а также встал во главе нового министерства науки и техники.
Также Ганди предпринял ряд конкретных шагов по смягчению напряжённости в самом Пенджабе и соседних с ним штатах. Раджив снял многие ограничения на импорт товаров в Индию и поощрял иностранные капиталовложения, способствуя экономическому подъёму страны в 1986—1990 годах.
Широкий отклик в мировой общественности вызвал представленный Индией в ООН «План действий», которые необходимо предпринять миру по ликвидации ядерных вооружений в три этапа в предстоящие 22 года. Обращаясь к третьей специальной сессии по разоружению 9 июня 1988 года, Р. Ганди призвал международное содружество к переговорам по общему военному разоружению — «Приверженность этим идеалам должна быть полной и безоговорочной!». Он критически относится и к программе «звёздных войн», отметив на одной из своих пресс-конференций, что «Мы не верим, что существует такая вещь, как пуленепробиваемый жилет для защиты от ядерного оружия». Он приветствовал подписание Договора по РСМД между СССР и США как позитивное развитие событий и выразил надежду на то, что этот документ приведёт к снижению темпов гонки вооружений.
В 1987 году был вынужден послать войска на север Шри-Ланки для подавления тамильских сепаратистов, усилил борьбу против мусульманских группировок в Кашмире.
В ноябре 1988 года состоялся второй государственный визит генерального секретаря ЦК КПСС Михаила Горбачёва в Индию. На выборах в ноябре 1989 года Ганди сохранил своё депутатское место (нанеся поражение внуку Махатмы Ганди), но из-за утраты большинства ИНК в парламенте вынужден был подать в отставку с поста премьер-министра. Затем в течение года он возглавлял оппозицию правительству Вишнавата Пратала Сингха. Поддерживал новое правительство, но в марте 1991 года способствовал его падению, заблокировав принятие нового бюджета.

### Убийство
Раджив Ганди был убит 21 мая 1991 года во время проведения предвыборной кампании в результате террористического акта, осуществлённого смертницей из членов террористической организации «Тигры освобождения Тамил-Илама», в окрестностях города Шриперумпудур, недалеко от Мадраса в штате Тамилнад.

## Память

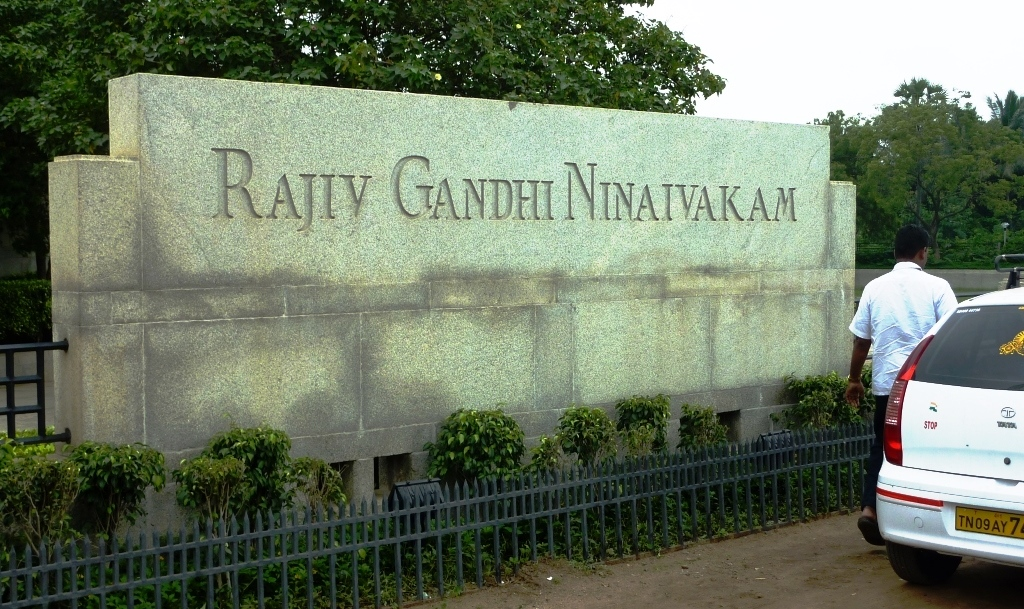
Вход в мемориал Ганди в городе Канчипурам, штат Тамилнад

- В городе Канчипурам, недалеко от места убийства, создан мемориал Раджива Ганди.
- В честь Раджива Ганди назван стадион для крикета в Хайдарабаде.
- В 2000—2010 годах в Мумбаи был построен Морской мост Бандра — Ворли, имеющий официальное название «Мост Раджива Ганди».
- В 2008 году в честь Раджива Ганди назван аэропорт возле Хайдарабада.
- В 1995 году в честь Раджива Ганди названо училище производства и технического обслуживания в Монголии.